# O Cornado
O Cornado ist ein Weiler in der Provinz A Coruña der Autonomen Gemeinschaft Galicien in Spanien. Es liegt am verlängerten Jakobsweg, dem Camino a Fisterra, und ist administrativ von Negreira abhängig.

Brunnen im Ort Cornado am Jakobsweg